# Энгельберт де ла Марк
Энгельберт де Ла Марк, Энгельберт фон дер Марк (фр. Engelbert de La Marck, нем. Engelbert III. von der Mark; 1304 — 26 августа 1368) — епископ Льежа в 1344—1364 годах, архиепископ Кёльна с 1364 года.

## Биография
Младший сын графа Энгельберта II де Ла Марка и Матильды д’Аренберг.
С 1332 г. прево Льежской церкви при своем дяде Адольфе де Ла Марке, епископе Льежском. 22 марта 1344 г. принёс оммаж королю Франции, за что была назначена рента 2 тысячи ливров.
После смерти дяди (1344) папой Климентом VI утверждён в сане епископа Льежского (25 февраля 1345).
Вскоре после его назначения возобновилась гражданская война между дворянством и горожанами. В июле 1346 года дворяне, которых поддерживал епископ, потерпели поражение в битве при Воттеме (Vottem), в которой с их стороны погибло 400 человек, в том числе Дирк IV де Фалькенбург (Dirk IV de Valkenburg). Через год в битве при Валеффе (Waleffe) им удалось взять реванш. В местечке Вару (Waroux) 28 июля 1347 г. был заключен мирный договор, согласно которому горожане обязались выплатить большую контрибуцию.
В 1349 г. приобрёл у германского короля Карла IV сеньорию Дюрбюи.
Во время войны за Брабантское наследство (1356—1357) поддерживал графа Фландрии, а льежцы — герцога. Война за Лоозское наследство окончилась присоединением графства Лоон к епископству Льеж (1366).
После смерти Гийома де Геннепа (1362) началась борьба за пост архиепископа Кёльна, в которой участвовали Энгельберт, его племянник епископ Мюнстера Адольф де Ла Марк и Иоганн фон Фирнебург. Адольф вышел победителем (1363), но уже в следующем году уступил архиепископство дяде, чтобы получить возможность стать графом Клеве. Тот оставил за племянником 60 % доходов архиепархии — 10 тысяч флоринов в год.
Чтобы не допустить дальнейшего разбазаривания церковных средств, капитул назначил Энгельберту коадьютором трирского архиепископа Куно II фон Фалькенштейна (1366).